# Лукас Бернарді
Лукас Бернарді (ісп. Lucas Bernardi, нар. 27 вересня 1977, Росаріо) — аргентинський футболіст, що грав на позиції півзахисника, зокрема за «Монако» та «Ньюеллс Олд Бойз», а також національну збірну Аргентини. По завершенні ігрової кар'єри — тренер.

## Клубна кар'єра
У дорослому футболі дебютував 1998 року виступами за команду «Ньюеллс Олд Бойз», в якій провів два сезони, взявши участь у 75 матчах чемпіонату.
2000 року переїхав до Європи, уклавши контракт з марсельським «Олімпіком». У цій команді не зумів стати основним гравцем і вже за рік перейшов до «Монако». У складі «монегасків» виступав протягом семи сезонів, взявши участь у понад 200 матчів в усіх турнірах. У сезоні 2002/03 ставав срібним призером французької першості, згодом ще двічі виборював «бронзу». Доходив до фіналу Ліги чемпіонів УЄФА 2004, в якому його команда поступилася «Порту».
2008 року досвідчений півзахисник повернувся на батьківщину, до «Ньюеллс Олд Бойз», кольори якого захищав до завершення професійної кар'єри у 2014 році. У фінальному турнірі футбольної першості Аргентини сезону 2012/13 виборов титул чемпіона країни.

## Виступи за збірну
2004 року дебютував в офіційних матчах у складі національної збірної Аргентини. Наступного року провів ще п'ять ігор у національній команді, зокрема був у її складі учасником розіграшу Кубка конфедерацій 2005 року, де аргентинці здобули «срібло».

## Кар'єра тренера
Завершивши ігрову кар'єру, залишився у структурі «Ньюеллс Олд Бойз», був головним тренером команди клубу протягом 2015–2016 років.
Згодом працював з командами «Арсенал» (Саранді), «Естудьянтес», «Бельграно» та «Годой-Крус».

## Титули і досягнення
- Володар Кубка французької ліги (1):

«Монако»: 2002-03
- Чемпіон Аргентини (1):

«Ньюеллс Олд Бойз»: 2012-2013 (фінальний турнір)